# Осницк
Осницк (укр. Осницьк) — село, входит в Ракитновский сельский совет Рокитновского района Ровненской области Украины.
Население по переписи 2001 года составляло 737 человек. Почтовый индекс — 34209. Телефонный код — 3635. Код КОАТУУ — 5625085603.

## Местный совет
34208, Ровненская обл., Рокитновский р-н, с. Ракитное, ул. Соборная, 31.